# Zeesla

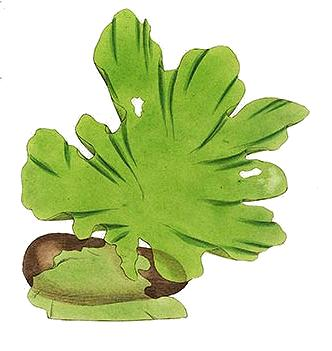
Tekening uit Sowerby's English Botany

Zeesla (Ulva lactuca) is een eetbare algensoort, behorende tot de groenwieren (Chlorophyta). Ulva is Latijn voor ‘moerasplant’.

## Kenmerken
In vorm en grootte variëren de vlakke, golvende thalli, die donkergroen, stevig en huidachtig zijn. Ze hebben een korte steel waarmee ze aan de ondergrond bevestigd zijn. Het thallus doet in de verte denken aan een slablad. Het bestaat uit twee lagen lichtelijk langgerekte cellen. Een thallus kan ongeveer vijftig centimeter lang worden. De sporen worden het meest gevormd in kustzones waar de branding vrij spel heeft. De thalli kleuren dan geelgroen en vallen aan de randen uiteen. De gameten zijn tweehuizig.
Zeesla heeft een type generatiewisseling die isomorfe diplohaplont genoemd wordt, hetgeen betekent dat het een afwisseling is van een diploïde sporofyt en een haploïde gametofyt die uiterlijk niet van elkaar te onderscheiden zijn, afgezien van de voortplantingsorganen.

## Verspreiding
Zeesla komt in alle zeeën voor in de overgangsstrook tussen kust en diepe zee. Het wier groeit bij voorkeur lithofytisch op stenen en op schelpen, zoals hartschelpen, en soms epifytisch op blaaswieren. Het wier kan plaatselijk een 1 meter dikke laag vormen en tot 15 meter diepte overleven. Zeesla heeft veel zonlicht nodig en gedijt alleen in zout water.

## Kweek
Het wier kan op een rotsachtige bodem gekweekt worden en dan zeker twee keer per jaar geoogst worden. Het groeit goed in voedselrijk water en zelfs in vervuild water.

## Voeding en gezondheid
Van zeesla zijn een aantal gerechten te maken. Het heeft een frisse en sterke smaak die lijkt op die van zuring, maar heeft ook wel iets spinazie-achtigs. Zeesla wordt niet alleen verwerkt in salades, maar ook gebruikt als smaakmaker bij soepen en vlees- of visgerechten, gekookt met andere groenten, als thee gedronken en in snacks verwerkt. Het wordt ook wel toegepast bij sushi dat in vellen van het wier gewikkeld is, maar meestal gebruikt men daarvoor purperwier. In Wales wordt het traditioneel gezien als een lekkernij ("Welsh laverbread"), het werd ooit omschreven als Welsh caviar. Het wier geldt als een gezonde vorm van voedsel door de hoge gehaltes eiwit, ijzer en calcium, het lage vetgehalte, de vele vezels en de aanwezigheid van mangaan, kalium, kiezelzuur en vitamine A, vitamine B en vitamine C.

Zeesla wordt ook wel gebruikt in kruidentherapie en in preparaten voor huidverzorging.
Het wordt verder verwerkt in diervoeding, bijvoorbeeld voor aquariumvissen.

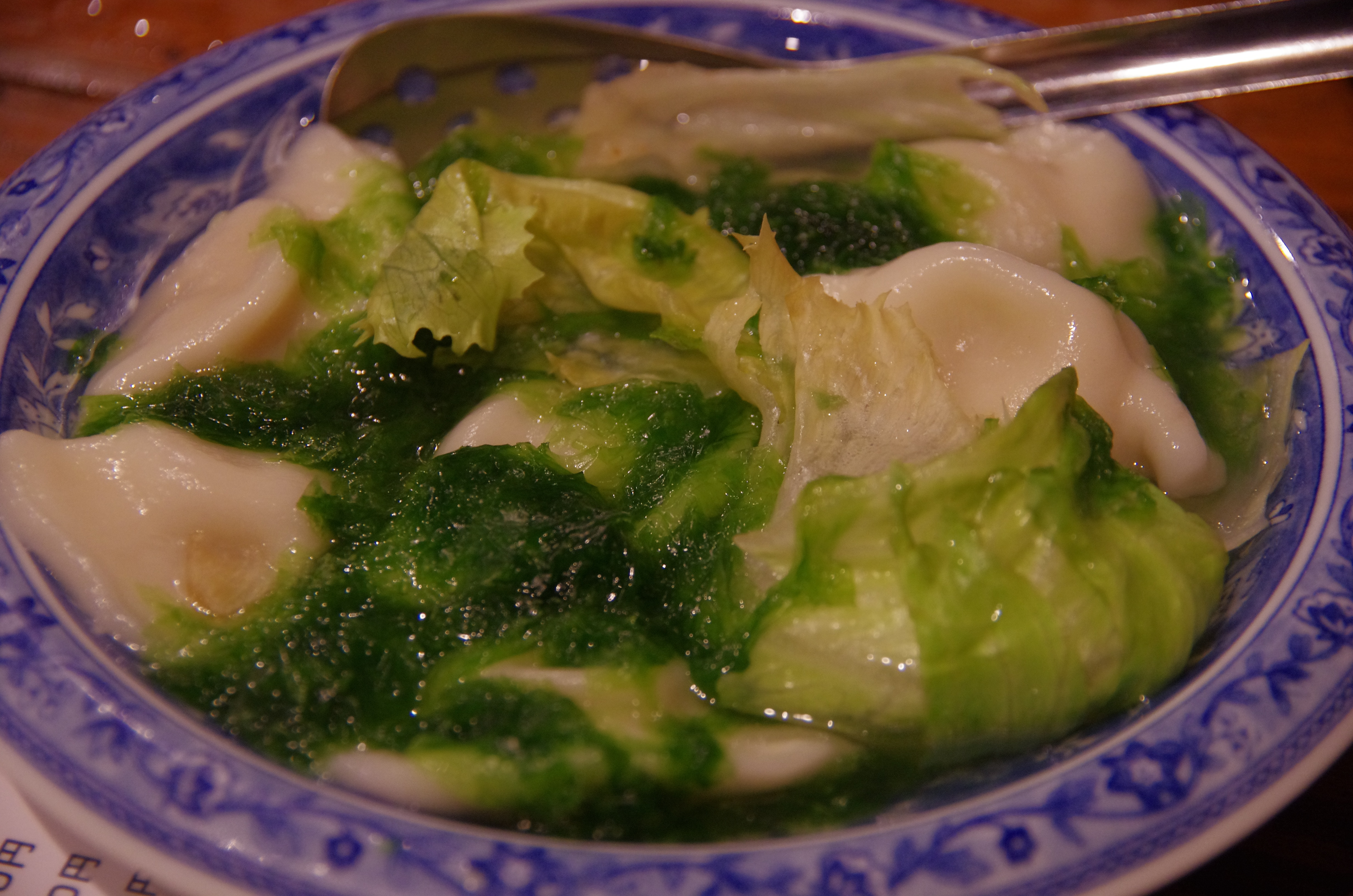
Chinees pastagerecht (jiaozi) met zeesla
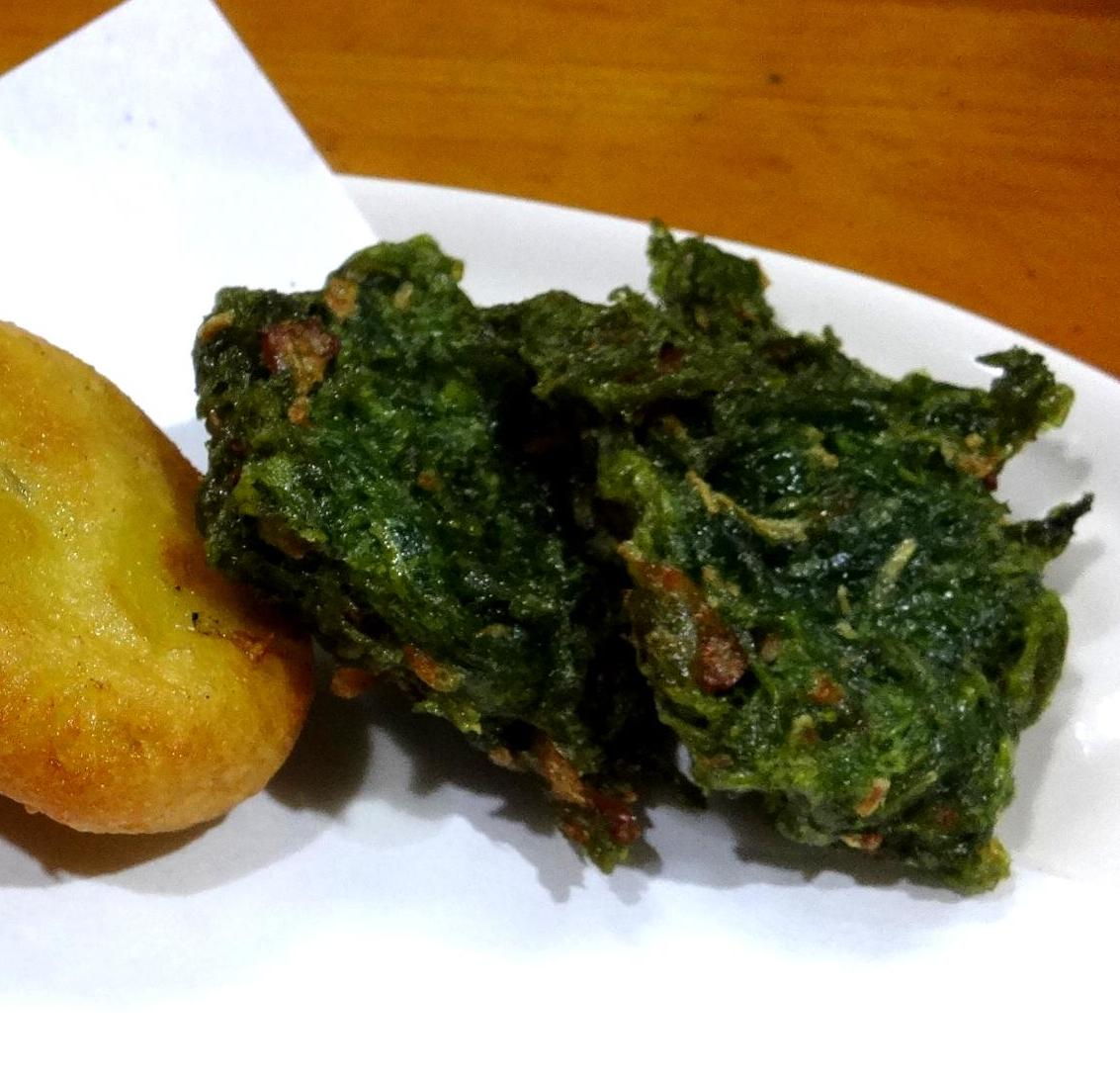
Japanse rijstkoekjes met zeesla